# Popolnjevanje oboroženih sil
Popolnjevanje oboroženih sil je celota ukrepov in postopkov, ki oboroženim silam zagotavljajo načrtovane kontingente moštva, živine in materialnih sredstev v miru in vojni
Ožje gledano je popolnjevanje dodeljevanje posameznikov, enot, kosa opreme, skupine posameznikov, skupine enot ali opreme bojni enoti z namenom doseči ali zagotoviti njeno predpisano moč potem, ko je utrpela izgube v moštvu ali opremi.
Popolnjevanje se loči glede na čas, prostor in vire.
- Glede na čas ločimo:

popolnjevanje v miru
popolnjevanje v vojni
- Glede na prostor ločimo:

teritorialno popolnjevanje - če se izvaja z viri, ki se nahajajo na območju, kjer se trenutno nahaja vojaška enota ali ustanova
eksteritorialno popolnjevanje - če se izvaja z viri z drugih območij
kombinirano popolnjevanje
- Glede na vire ločimo:

popolnjevanje z lastnimi viri
popolnjevanje s tujimi viri (najemniška vojska, zavezniki, zaplenjeni viri, ...